# ستيفين توماسون
ستيفين توماسون (بالإنجليزية: Steven Thomson)‏ (23 يناير 1978 بغلاسكو في المملكة المتحدة - ) هو لاعب كرة قدم بريطاني في مركز الوسط. لعب مع برايتون أند هوف ألبيون وكريستال بالاس ونادي سانت ميرين ونادي فالكيرك ونادي بيتربورو يونايتد ونادي دوفر أتليتيك.

## وصلات خارجية
- ستيفين توماسون على موقع قاعدة بيانات كرة القدم.إي يو (الإنجليزية)
- ستيفين توماسون على موقع Soccerbase.com (لاعب) (الإنجليزية)